# هامت (آیداهو)
هامت (به انگلیسی: Hammett) یک منطقهٔ مسکونی در ایالات متحده آمریکا است که در شهرستان المور، آیداهو واقع شده‌است. هامت ۷۷۲٫۹۸ متر بالاتر از سطح دریا واقع شده‌است.